# 八帶蝴蝶魚
八帶蝴蝶魚（学名：Chaetodon octofasciatus），俗名八線蝶，為輻鰭魚綱鱸形目蝴蝶魚科的一種。

## 分布
本魚主要分布於印度洋、太平洋和红海等區域，包括東非、亞丁灣、馬爾地夫、葛摩、模里西斯、塞席爾群島、印度、斯里蘭卡、馬來西亞、安達曼海、泰國、菲律賓、印尼、中國南海、東海、日本、台灣、越南、新幾內亞、所羅門群島、澳洲、馬里亞納群島、馬紹爾群島、密克羅尼西亞、帛琉、諾魯、斐濟群島、東加、吉里巴斯、吐瓦魯、萬納杜等海域。
模式产地在东南亚。

## 深度
水深3~20公尺。

## 特徵
其特征为，有八条黑色的戏条纹和银白的鱼体与尾鳍。黄白两色的臀鳍和有刺的背鳍有黑色斑纹，腹鳍为亮黄色，常见体长为20厘米。魚體型近水滴型，體色由淡黃色到黃色都有，幼魚體色最淺，黄色的部分隨成長会加深。身上的八條黑色細橫里，其中第一條橫帶起點處經眼前而到達喉部，最後一條則在背鰭及臀鰭末緣。鱗片細小、圓形。吻短，頭長為吻長的3.5倍。鰭硬棘10~11枚、軟條19~20枚；臀鰭硬棘3枚、軟條16~17枚。

## 生態
本魚主要以珊瑚虫和海葵为食，其适宜水温为25摄氏度。
幼魚常成群藏身在珊瑚叢中，很少遠離，成魚則成對在珊瑚茂盛區域活動，藉著身上8條橫帶，隱身在珊瑚枝叢中較不易被發現。屬雜食性。

## 經濟利用
為觀賞性魚類，但不容易飼養，不供食用。